# Enlace fosfodiéster

Enlace fosfodiéster (flechas) en un fosfolípido.

Un enlace fosfodiéster es un tipo de enlace covalente que se produce entre un grupo hidroxilo (OH-) en el carbono 3' y un grupo fosfato (PO43− ) formándose así un doble enlace éster. En esta reacción se libera una molécula de agua y se forma un dinucleótido. Los enlaces fosfodiéster son esenciales para la vida, pues son los responsables del esqueleto de las hebras de ADN y ARN. También están presentes en los fosfolípidos, moléculas constituyentes de las bicapas lipídicas de todas las membranas celulares. Hay que tener en cuenta que este tipo de enlace conlleva dos enlaces tipo éster, pues, aunque se produzca entre nucleótidos (pentosa unida a un grupo fosfato y a una base nitrogenada), hay que fijarse en que hay que nombrar también a ese enlace que une al nucleósido con el grupo fosfato.
Tanto en el ADN como en el ARN, el enlace fosfodiéster es el vínculo entre el átomo de carbono 3' y el carbono 5' del azúcar ribosa en el ARN y desoxirribosa en el ADN. Los grupos fosfato del enlace fosfodiéster tienen una alta carga negativa. Debido a que los grupos fosfato tienen una constante de equilibrio cercana a 0, su carga es negativa con un pH 7. Esta repulsión obliga a los fosfatos a posicionarse en los lados opuestos de las hebras de ADN y está neutralizada por las proteínas histonas, iones metálicos y poliaminas.
Para que los enlaces fosfodiéster se formen y los nucleótidos se unan, las formas tri- o di-fosfatos de los nucleótidos se separan para donar la energía requerida para dirigir la reacción enzimáticamente canalizada. Cuando uno o dos fosfatos conocidos como pirofosfatos se rompen y catalizan la reacción, se forma el enlace fosfodiéster.
La hidrólisis de los enlaces fosfodiéster puede ser catalizada por la acción de las fosfodiesterasas, que juegan un papel importante en la reparación de las secuencias de ADN.